# Slovenský čuvač

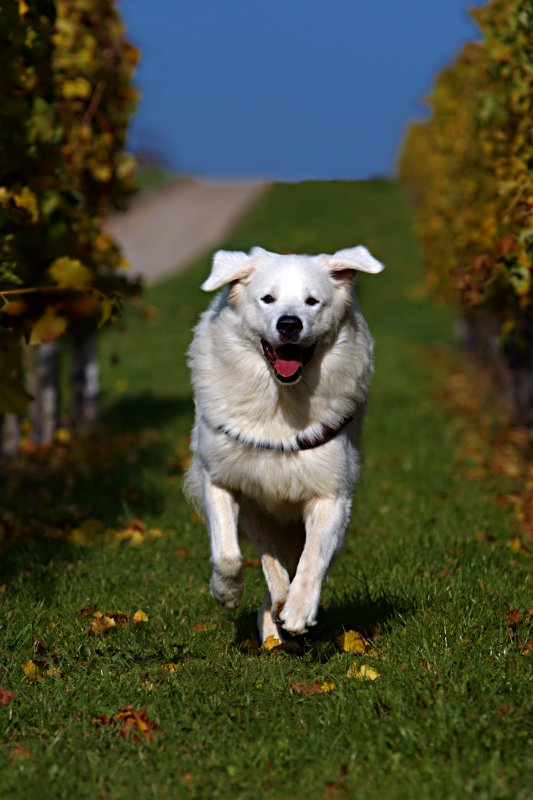
Cosmo von der Stockacher Halde

De Slovenský čuvač komt oorspronkelijk uit Slowakije. Hij is nauw met de tatrahond, de kuvasz, de berghond van de Maremmen en Abruzzen en de Pyrenese berghond verwant. Zijn naam komt van het woord "čúvať" wat zoveel betekent als horen. Dit duidt op zijn waakzaamheid. De vacht is typisch wit en dik. De neus, oogleden en muilranden zijn zwart.
De Slovenský čuvač bereikt een schofthoogte van 62 tot 70 centimeter en een gewicht van 31 tot 44 kilogram.